# Pan integral

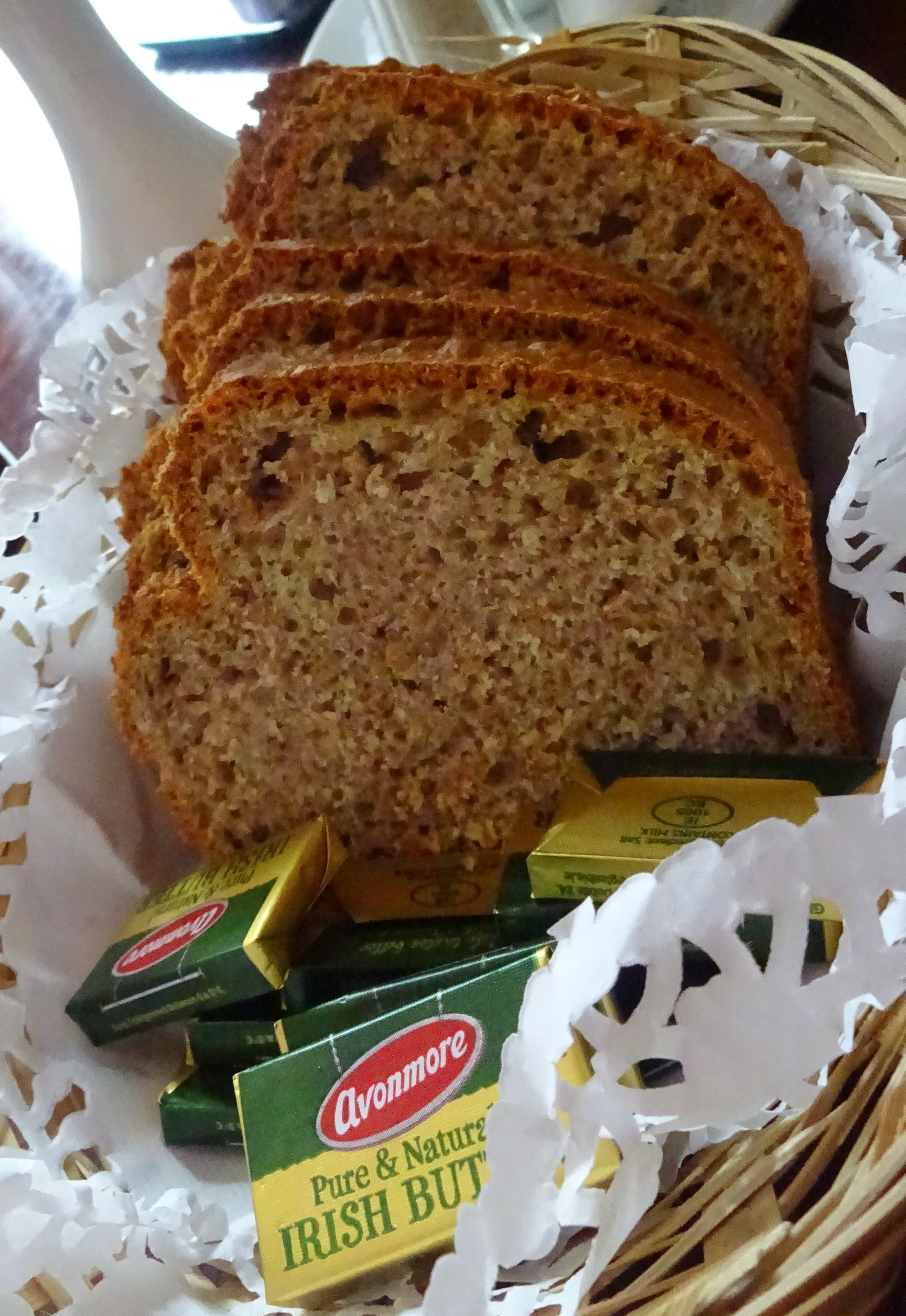
Pan integral y mantequilla

El pan integral, también conocido como pan moreno o pan marrón, es aquel pan que ha sido elaborado con harina no refinada, es decir, que se ha dejado el grano integral, lo que incluye el salvado, por lo que posee una gran cantidad de fibra dietética, a diferencia del pan blanco, que sí está refinado. Es uno de los alimentos integrales más populares. También, ciertos panes elaborados «a la manera tradicional» son denominados «integrales», como el pan de soda irlandés. En algunos países del norte de Europa se considera el consumo de este pan como un ingrediente de la dieta equilibrada. 
La popularidad de este pan ha ido creciendo desde finales del siglo XX, y hoy en día es fácil encontrarlo en las panaderías. Sin embargo, también se han reportado numerosos casos de panes que se venden como integrales pero en realidad, la cantidad de harina integral usada es ínfima, a veces nula. En 2017, Healthgrain Forum propuso que, como mínimo, un 30% del grano con el que se había elaborado un pan debía ser integral para poder llamarse «pan integral». En los Países Bajos, por ley sólo el pan 100% de grano integral se puede denominar «pan integral». En Alemania, es un 90% para la panadería y la repostería, y un 100% para la pasta. Leyes similares existen en contados países: Suecia, Noruega, Dinamarca, Canadá, Australia, Reino Unido y los Estados Unidos. En 2019 se puso en marcha el proyecto internacional Whole Grain Initiative («iniciativa por el grano integral») para acordar una definición de alimento integral aplicable a nivel legal en todos los países.
El pan integral es más saciante, ayuda en la digestión, además de favorecer el crecimiento de la microbiota de la flora intestinal y, a diferencia del pan blanco, evita un pico de glucemia en la sangre.

## Elaboración
El principal ingrediente de este tipo de pan es la harina no refinada (obtenida a partir del grano entero) de trigo. En algunas ocasiones se mezcla la harina de trigo con otros cereales como puede ser centeno. El resultado es un pan de miga más oscura que el pan de harina de trigo (pan blanco). No debe confundirse este tipo de pan con el pan negro que se denomina así al pan elaborado con harina de centeno. En muchos casos se emplea para su levación levadura natural o incluso levaduras madre para que el sabor sea más tradicional.
También se elaboran panes sin gluten con harinas integrales de otros cereales (libres de gluten) como el arroz, los pseudocereales, tales como el amaranto, la quinua y el alforfón (también denominado trigo sarraceno), y cereales menores, como el sorgo. Desde el punto de vista funcional, debido a la ausencia de gluten, es más complicado conseguir una adecuada textura, firmeza y color del pan final. El empleo de ciertos aditivos, como las semillas del plantago ovata (también denominado psyllium), ayuda a mejorar su calidad.
Los cereales menores y los pseudocereales constituyen una saludable alternativa a los ingredientes más comúnmente utilizados en los panes y productos específicos para celíacos comercializados, para las personas que sufren trastornos relacionados con el gluten y necesitan hacer una dieta estricta sin gluten, tales como la enfermedad celíaca (enfermedad autoinmune que puede afectar a cualquier órgano del cuerpo y manifestarse con múltiples síntomas diferentes, frecuentemente sin ningún síntoma digestivo), la sensibilidad al gluten no celíaca (posiblemente inmuno-mediada, con síntomas indistinguibles de los de la enfermedad celíaca) o la alergia al trigo, entre otros.
Asimismo, el empleo de arroz, pseudocereales o cereales menores para la elaboración del pan y otros productos relacionados, resulta una buena alternativa para una parte de celíacos o sensibles al gluten que son intolerantes a la horceína del maíz.
Las harinas sin gluten solo son aptos para el consumo de personas que padecen algún trastorno relacionado con el gluten cuando están libres de contaminación cruzada con gluten (también denominada "trazas"), que puede ocurrir durante los diferentes pasos de la recolección y elaboración, tanto en la cosecha de los granos, el transporte, la molienda, el almacenamiento, el procesamiento, la manipulación o el cocinado.

## Nutrición
El pan posee fundamentalmente una concentración de hidratos de carbono (en forma de almidón), pero este pan posee una alta cantidad de fibra dietética  (en torno a los 4 gramos por cada 100 de pan). Otros alimentos como el pan blanco poseen una menor cantidad: el 2.2% o un 0.2% en el caso del arroz. En la actualidad suele añadírsele salvado en la elaboración con el objeto de aumentar su concentración de fibra dietética. Este tipo de pan suele tener un contenido mayor de vitamina B que otros panes debido al empleo de harinas poco procesadas, y algo más de minerales (principalmente por el salvado). Es de resaltar que el empleo de pan integral en la dieta es una fuente apreciable de vitamina B6.

## Presentaciones
- Pan integral corriente: Se elabora sólo con harina de trigo integral. También se le llama impropiamente pan negro, mas esto es un error pues esto corresponde al pan de centeno.
- Con uvas pasas: Suele estar mezclado con uvas pasas y miel de abejas, lo cual le da un sabor dulce característico.
- Doble fibra: Contiene mayor cantidad de salvado de trigo añadido. Algunos pueden no tener sal ni azúcar añadidas, lo cual lo hace apto para regímenes dietéticos estrictos. Se le conoce también como pan de salvado.
- Multigrano: Se elabora con varios tipos de cereales (puede ser avena, centeno, alforfón, quinoa, etc.)

## Usos
El uso que se hace de este pan resulta ser muy diverso. Se puede emplear para elaborar sándwiches, bocadillos y tostadas.
El pan de harina integral de trigo suele tener un fuerte olor, por lo que se suele utilizar en algunas preparaciones culinarias donde se requiera la participación del aroma de pan.